# Лысаков Виктор Николаевич
Ви́ктор Никола́евич Лысако́в, (род. 27 сентября 1952, СССР Рубцовск, Алтайского края в семье военнослужащего.) — советский и российский художник.

## Биография
Рождение ребенка пришлось между двумя ядерными испытаниями на открытом воздухе в
1949 и 1953 годах. Впоследствии близость места рождения к Семипалатинскому полигону
сказалась на здоровье ребенка, и мальчик рос очень болезненным. Поэтому занимался в
спортивной школе баскетболом и волейболом и даже получил приглашение в юношескую
сборную Украины по волейболу, но не смог им воспользоваться из-за очередной болезни.
По той же причине пришлось отказаться от участия в республиканской олимпиаде по
химии.

Отцу приходилось часто менять воинские части и пункты службы, поэтому мальчик
постоянно менял места проживания и обучения. В первый класс школы ребенок пошел в
возрасте 6 лет в Германии, заканчивал школу на Украине. Большое впечатление на
мальчика произвело проживание в 1964–1965 годах, пятый класс школы, в Ленинграде и
посещение музеев. С раннего детства мальчик много рисовал, мечтал стать художником,
но не имел возможности получить профильное образование. Детство проходило в
маленьких провинциальных городках и поселках. После школы поступил в Московскийинститут стали и сплавов в 1969 голу, который закончил в 1975 г. Обучение по его
специальности длилось 6 лет. Получил диплом инженера исследователя по специальности
физико-химические исследования металлургических процессов, со специализацией
порошковая металлургия.

В том же году поступил работать на Московский завод полиметаллов, где проработал 10
лет, и защитил диссертацию кандидата технических наук в 1984 г.

За время работы получил несколько десятков авторских свидетельств на изобретения.
Занимался нейтронно поглощающими материалами для атомной промышленности. Позже
перешел работать на Московский завод «Салют», одно из крупнейших предприятий в
СССР по производству реактивных авиационных двигателей.

Работал заместителем начальника литейного цеха по производству лопаток для всех видов
реактивных турбин. Управлял коллективом в 780 сотрудников.
В 1985 г уволился с работы по собственному желанию и перешел в свободные художники.
Занимался изготовлением надгробных памятников и писал картины. Карьеру художника
начинал с уличных выставок. В 1986 г стал одним из организаторов первого в позднем
СССР независимого объединения художников «Арбатр».
Объединение просуществовало до конца 1987 г и было закрыто постановлением советской
власти. Виктор Лысаков в соавторстве с Сергеем Арто опубликовал «Манифест
акцептуациального стробизма».
С 1988 года принимает участие в различных московских выставках. В том числе в
объединенном комитете художников графиков города Москвы и галерее «Марс».

В июле 1988 г картины художника впервые принимают участие в зарубежной выставке в
Копенгагене. Balderskilde, Vermundsgade 9, 2100 København.

В 1988 году принимает участие в советско-германском (ФРГ) проекте «Лабиринт»,
который стартовал в Московском Дворце Молодёжи, потом была серия выставок в Польше
и последующая серия выставок в Федеративной республике Германии. После чего
картины художника отбираются на аукцион «Haus Wedell & Nolte Auction», который
состоялся 5 апреля 1989 г в Гамбурге.

В 1990 г совершает поездку в Швецию, где пишет картины все лето. Осенью переезжает в
Федеративную Республику Германию, где пишет картины для участия в глобальном
международном проекте «Искусство Европы», в котором участвовали художники из 24
европейских стран. Кураторы отбирали лучших художников Европы того времени в
течение 4 лет. Финансировало проект правительство Федеративной республики Германия.
Поздней осенью 1990 г возвращается обратно в СССР через Швецию. Проект «Искусство
Европы», открылся выставками по всей Германии весной 1991 года. В феврале 1991 г в
городе Ульцен состоялась персональная выставка картин Виктора Лысакова, написанных в
Германии. Позже некоторые картины из этой серии участвовали в проекте «Искусство
Европы» и, позже, до 1994 года в других выставках в разных городах Германии, которая
уже объединилась. Аналогично картины художника участвовали в различных выставках в
Щвеции тоже по 1994 г. В августе 1991 года СССР распался, и дальнейшая деятельность
художника проходила в новой России в Москве.

С 1990 по 2000 художник провел 11 персональных выставок в Москве в разных галереях,
среди которых были две выставки из частных коллекций, в 1994 и в 1999 г. В каждой из
выставок, включая частные собрания, картины не повторялись. Следующая персональная
выставка состоялась только в 2013 году. Участвовал в Благотворительных аукционах
международного проекта «Операция Улыбка», деньги от которых шли на лицевые операции для детей. Многие картины художника находятся в частных, музейных и корпоративных собраниях в разных странах.

В 2001 году в Московском государственном университете, на историческом факультете,
кафедра истории отечественного искусства, был защищен диплом «Сказочные и
мистические мотивы в живописи Виктора Лысакова», целиком посвященный изучению
творчества художника. Позже в 2006 году в США была открыта компания и галерея имени
художника – Lysakov Art Company. В 2007 г компания Lysakov Art Company содержала
две галереи в двух разных городах Калифорнии в Пасифик Гроув и в Кармель.

В 2018 г был удостоен титула Spotlight Award юбилейного сорокового Арт Экспо в Нью-Йорке.

В 2021 году Виктор Лысаков выпустил несколько коллекций NFT, которые с успехом были проданы. В сентябре 2021 года 10 NFT Виктора Лысакова приняли участие в международной выставке в Нью-Йорке. Токены состояли из анимированных картин художника в сопровождении фрагментов классической музыки.

В настоящее время живет и работает в Москве.

## Личная жизнь
Родители отец Лысаков Николай Романович (1926–2006), офицер Советской Армии,
участник ВОВ и мать Лысакова (урожденная Никулина) Валентина Ивановна (1926–2022).
Жена Лысакова Елена Иосифовна (1952–2021). В браке с 1974 по 2021 годы. Сын Лысаков
Константин Викторович (18 февраля 1975г) пастор Московской Библейской церкви. В
настоящее время художник воспитывает трех внуков Михаила, Ивана и Елену.